# Kinloch (Blairgowrie)
Kinloch, schottisch-gälisch: Ceann an Loch, ist eine Ortschaft in der schottischen Council Area Perth and Kinross. Sie liegt in der traditionellen Grafschaft Perthshire rund drei Kilometer westlich von Blairgowrie and Rattray und 22 Kilometer nördlich des Zentrums von Perth am Nordufer des Loch of Drumellie. Der Ortsname leitet sich aus dem Gälischen von seiner Lage am „Kopf des Sees“ ab.
Die vorliegende Ortschaft ist nicht zu verwechseln mit dem nur elf Kilometer östlich, bei Coupar Angus gelegenen Kinloch oder dem ebenfalls in Perth and Kinross gelegenen Kinloch Rannoch.

## Geschichte
Westlich von Kinloch, nahe dem heute als Hotel genutzten Kinloch House, finden sich prähistorische Besiedlungsspuren. Das aus dem 18. Jahrhundert stammende Tower House Ardblair Castle liegt rund zwei Kilometer östlich. In seiner Nähe sind Spuren eines Erdwerks erhalten, die möglicherweise einem Vorgängerbau des Tower House zuzuordnen sind.
Das Anwesen Easter Kinloch mit dem heute denkmalgeschützte Herrenhaus Marlee House ist seit 1499 belegt.
Im Jahre 1881 lebten 282 Personen in Kinloch.

## Verkehr
Als Hauptverkehrsstraße verläuft die A923 (Dunkeld–Dundee) durch Kinloch. In Blairgowrie sind die von Perth nach Aberdeen führende A93 sowie die A926 (nach Forfar) in kurzer Distanz erreichbar.